# Zhang Huikang
Zhang Huikang (en chino tradicional, 張惠康; en chino simplificado, 张惠康; pinyin, Zhāng Huìkāng; Shanghái, 22 de julio de 1962) es un exfutbolista chino que jugaba en la posición de guardameta.

## Carrera

### Club
| Periodo   | Club           | País      |
| --------- | -------------- | --------- |
| 1982–1991 | Shanghai FC    | China     |
| 1992–1993 | South China AA | Hong Kong |

### Selección nacional
Jugó en 25 partidos con China entre 1987 y 1990. Participó en la Copa Asiática 1988, en los Juegos Olímpicos de Seúl 1986 y en los Juegos Asiáticos de 1990.

## Logros

### Club
- Primera División de Hong Kong: 1

1991/92
- Copa Viceroy: 1

1992/93

### Individual
- Mejor Portero de la Copa Asiática 1988.
- Equipo Ideal de la Copa Asiática 1988.